# Srokosz
Srokosz, dzierzba srokosz (Lanius excubitor) – gatunek średniej wielkości ptaka z rodziny dzierzb (Laniidae). Część populacji wędrowna. Zamieszkuje Eurazję oraz północną połowę Afryki; populacje wędrowne zimują na południe od miejsc gniazdowania. Nie jest zagrożony wyginięciem.
Srokosze mierzą około 24–25 cm, ich masa ciała wynosi 48–81 g. Mają czarno-szaro-białe upierzenie, nieco zmienne w zależności od podgatunku. Charakterystycznym jego elementem jest czarny pasek, ciągnący się od kantarka po pokrywy uszne. Klasyfikacja srokosza jest skomplikowana i często ulegała zmianom; obecnie zazwyczaj wyróżnia się 12 podgatunków. Środowiskiem ich życia są obszary o rzadkiej i niewysokiej roślinności, zależnie od miejsca występowania mogą to być świetliste lasy w strefie tajgi, mokradła, krawędzie lasów, obszary rolnicze itp.
W miejscach ich występowania muszą znajdować się odpowiednie wysoko położone punkty, z których srokosze mogą wypatrywać zdobyczy, takie jak obumarłe wierzchołki drzew, linie wysokiego napięcia, ambony strzelnicze, kołki czy słupki graniczne. Żywią się różnorodnym pokarmem, od owadów, naziemnych kręgowców – takich jak żaby, traszki, jaszczurki i ssaki (np. norniki, ryjówki, myszy) po inne ptaki; niestrawione resztki wydalają w wypluwkach. W Europie okres lęgowy trwa zwykle od marca do początku czerwca. Zniesienie liczy przeważnie 6 lub 7 jaj. Wysiadywanie trwa 15–16 dni. Młode opuszczają gniazdo po około 3 tygodniach.

## Taksonomia
Nazwę zgodną z zasadami nazewnictwa binominalnego ustalił Karol Linneusz w 1758, w 1. tomie 10. edycji Systema Naturae. Nadał gatunkowi nazwę Lanius excubitor. Jest ona obecnie (2023) podtrzymywana przez Międzynarodowy Komitet Ornitologiczny (IOC) i inne ornitologiczne autorytety. Epitet gatunkowy excubitor pochodzi z łaciny, oznacza dosłownie „wartownik”. Według Newtona & Gadowa (1896) epitet ten pochodzi od zwyczaju sokolników, którzy mieli używać srokosza jako wartownika podczas łapania dzikich ptaków szponiastych. Inne wytłumaczenie odnosi się do zwyczajów srokoszy, które wypatrując zdobyczy cierpliwie przesiadują w swoich czatowniach, z których mają dobrą widoczność. Przed czasami Linneusza srokosz opisany został pod nazwami „Lanius cinereus major” (Aldrovandi, 1599 i Willughby, 1676) i „Greater Butcher-bird” (Ray, 1678).
Klasyfikacja srokosza i pokrewnych mu taksonów przez wiele lat była kwestią sporną. Tradycyjnie wyróżniano około 20 podgatunków L. excubitor. Do połowy lat 90. XX wieku dzierzby: srokosz i śródziemnomorska (L. meridionalis), zamieszkująca Półwysep Iberyjski i południe Francji, były uznawane za jeden gatunek. Jeszcze wcześniej te dwa taksony uznawano po prostu za jeden gatunek, w obrębie którego wyróżnić można podgatunki „północne” i „południowe”. Od lat 90. niektórzy autorzy proponowali podział srokosza na północny gatunek L. excubitor i południowy L. meridionalis (do tego drugiego, oprócz podgatunku meridionalis, włączano podgatunki z Wysp Kanaryjskich, północnej Afryki oraz południowej i środkowej Azji aż po południe Rosji); takie ujęcie systematyczne zastosowali m.in. autorzy 13. tomu Handbook of the Birds of the World wydanego w 2008. Badanie mtDNA, którego wyniki opublikowano w 2010, wskazuje na to, że dzierzba śródziemnomorska jest gatunkiem monotypowym, zaś ptaki z Wysp Kanaryjskich, północnej Afryki, Bliskiego Wschodu i Rosji (po Jenisej) należą do srokosza. Podgatunki borealis, sibiricus, bianchii, mollis i funereus z Ameryki Północnej oraz środkowej i wschodniej Azji, włączane dawniej do L. excubitor (również w ujęciu systematycznym obejmującym tylko gatunki północne), zostały wydzielone do osobnego gatunku o nazwie srokosz północny (L. borealis). Po tych zmianach taksonomicznych obecnie (2021) zwykle wyróżnia się 12 podgatunków L. excubitor, występujących od Europy po środkową i południową Azję oraz w północnej Afryce i na Wyspach Kanaryjskich; to ujęcie systematyczne akceptuje m.in. IOC, Clements Checklist of the Birds of the World, lista ptaków świata opracowywana przy współpracy BirdLife International z autorami Handbook of the Birds of the World oraz Kompletna lista ptaków świata. Prawdopodobnie wraz z postępem analiz mtDNA i głosów srokosza oraz pokrewnych dzierzb nastąpią kolejne zmiany systematyczne. Niektórzy autorzy proponują np. podniesienie do rangi gatunku taksonów pallidirostris oraz lahtora (ten drugi wraz z aucheri jako podgatunkiem).
Opisano też podgatunki: leucopterus (uznawany przez IOC za synonim homeyeri) oraz jebelmarrae (uznawany przez IOC za synonim leucopygos).

### Etymologia
- Lanius: łac. lanius „rzeźnik”, od laniare „rozerwać na kawałki”[26].
- excubitor: łac. excubitor, excubitoris „strażnik”, od excubare „czuwać”, od cubare „położyć się, kłaść się”[27].
- homeyeri: Eugen von Homeyer (1809–1889), niemiecki ornitolog, przeciwnik darwinizmu, i jego kuzyn – major Alexander von Homeyer (1834–1903), także ornitolog[28].
- koenigi: prof. Alexander Ferdinand Koenig (1858–1940), niemiecki zoolog, kolekcjoner, sponsor wypraw kolekcjonerskich, założyciel Museum Alexander Koenig w Bonn w 1934 roku[29].
- algeriensis: Algieria (arab. ‏الجزائر‎ al-Jazā’ir „wyspy”)[30].
- elegans: łac. elegans, elegantis „elegancki, ładny”, od elegere prawdopodobnie wczesna forma eligere „wybrać”[31].
- leucopygos: gr. λευκοπυγος leukopugos „z białym kuprem”, od λευκος leukos „biały”; -πυγος -pugos „-zady”, od πυγη pugē „zad, kuper”[32].
- aucheri: Pierre Martin Rémi Aucher-Éloy (1792–1838), francuski farmaceuta, botanik, kolekcjoner z Anatolii, Środkowego Wschodu, Egiptu i Persji w latach 1830–1838[33].
- theresae: dr Theresa Rachel Clay (1911–1995), brytyjska parazytolożka, autorytet w sprawie ptasich wszy, kolekcjonerka[34].
- buryi: George Wyman Bury (1874–1920), angielski odkrywca, oficer polityczny w Arabii, przyrodnik[35].
- uncinatus: łac. uncinatus „zakrzywiony, haczykowaty”, od uncus, unci „hak”[36].
- lahtora: nazwa Latorā oznaczająca w hindi dzierzbę[37].
- pallidirostris: łac. pallidus „blady”, od pallere „być bladym”; -rostris „-dzioby”, od rostrum „dziób”[38].

## Podgatunki i zasięg występowania

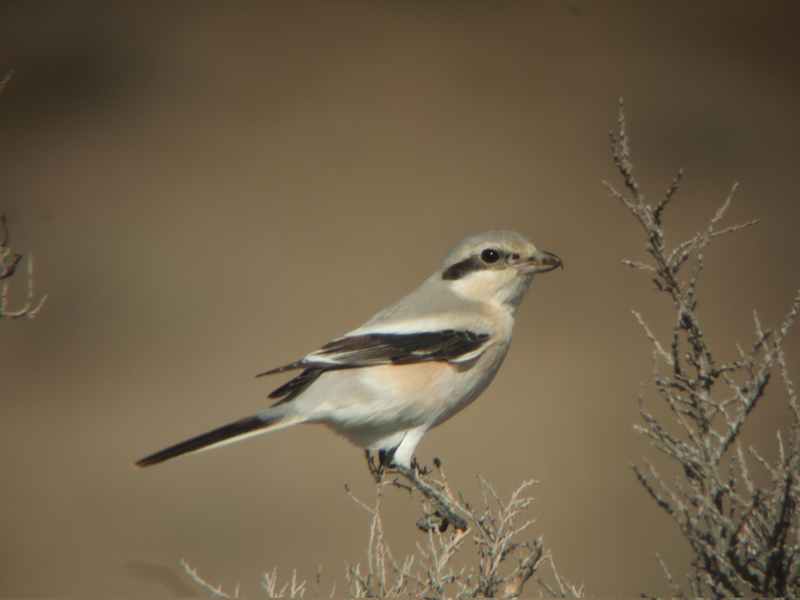
Podgatunek pallidirostris przez niektórych autorów traktowany jest jako odrębny gatunek (południowy Kazachstan)

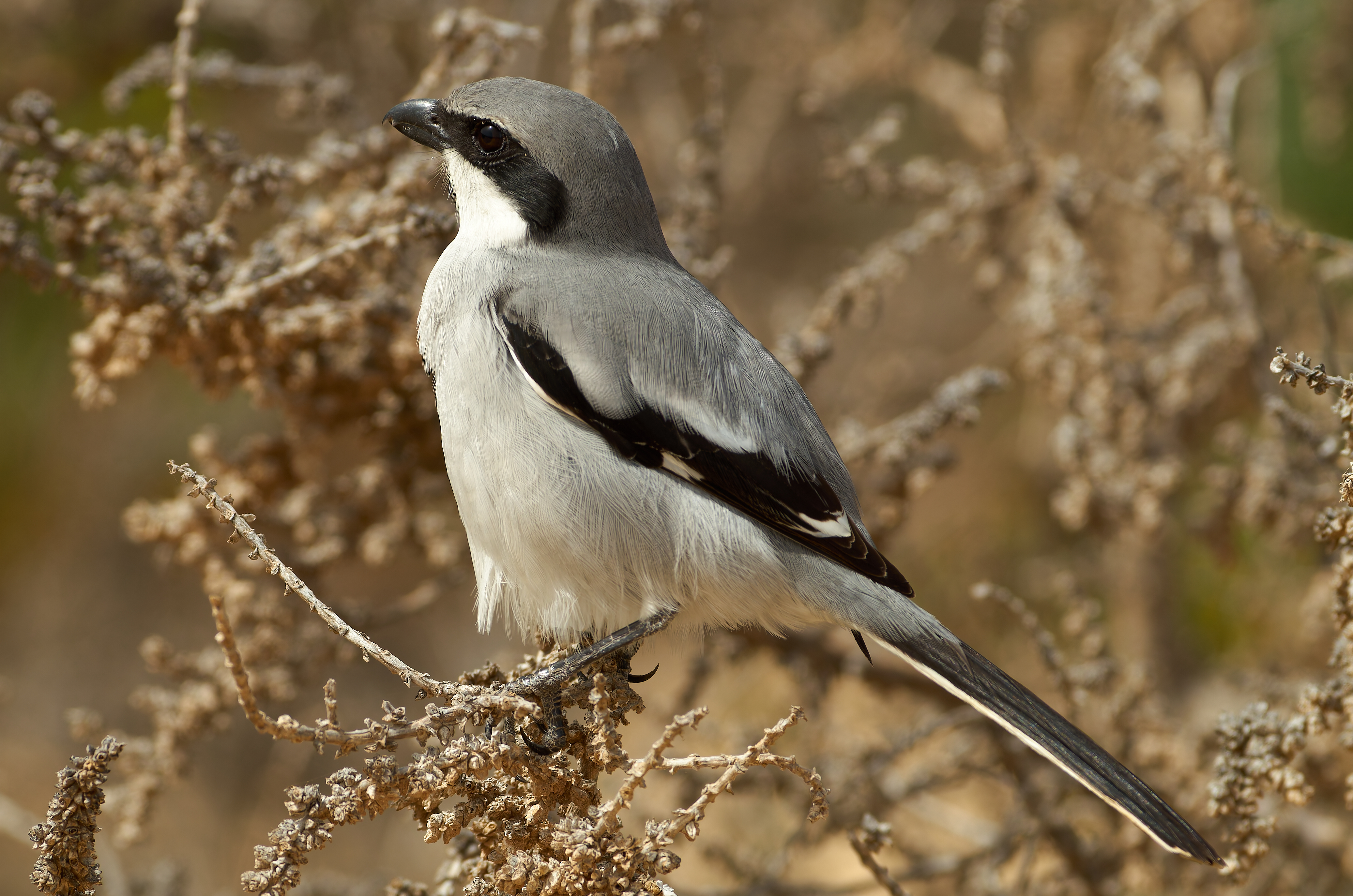
Podgatunek koenigi z Wysp Kanaryjskich

Zasięg występowania ptaków poszczególnych podgatunków w kolejności zaprezentowanej przez IOC:
- L. e. excubitor Linnaeus, 1758 – srokosz, srokosz zwyczajny[15] – obszary lęgowe obejmują północną, północno-wschodnią i centralną Europę (na wschód od Skandynawii i centralnej Francji) na wschód po północno-zachodnią Syberię (okolice górnego biegu Ob) na południe po południową Rosję. Zimowiska znajdują się w południowej Skandynawii, Wielkiej Brytanii oraz na obszarze od zachodniej i południowej Francji po Azję Mniejszą, Kaukaz i obszary na wschód od Morza Kaspijskiego[20].
- L. e. homeyeri Cabanis, 1873 – południowo-wschodnia Europa (wschodnie Bałkany, Bułgaria, południowa Rumunia, Ukraina na wschód po południowe zbocza Uralu) i południowo-zachodnia Syberia (na wschód po północne stoki Ałtaju, w tym Obwód naryński w Kirgistanie). Obszary zimowania leżą w południowo-zachodniej i centralnej Azji[21]. Wschodnia granica zasięgu najprawdopodobniej przebiega przez Polskę, nie zaś, jak dawniej sądzono, Ukrainę[39].
- L. e. koenigi E. Hartert, 1901 – Wyspy Kanaryjskie
- L. e. algeriensis Lesson, 1839 – północna-zachodnia Afryka wzdłuż wybrzeży Atlantyku i Morza Śródziemnego na wschód po północną Tunezję i północną Libię, oraz na południe po wybrzeże północno-zachodniej Mauretanii i północną Saharę
- L. e. elegans Swainson, 1832 – północna i środkowa Sahara od północno-wschodniej Mauretanii, północno-zachodniego Mali i południowej Tunezji na wschód po środkową i południową Libię, Egipt (wliczając północny i środkowy Synaj), północno-wschodni Sudan (na południe po Port Sudan) i południowo-zachodni Izrael; być może także północno-wschodni Niger
- L. e. leucopygos Hemprich & Ehrenberg, 1833 – południowa Sahara w środkowej i południowej Mauretanii, środkowym Mali, środkowym i południowym Nigrze, północno-wschodniej Nigerii (prawdopodobnie także w skrajnie północnym Kamerunie), południowym Czadzie i południowym Sudanie (wliczając Darfur)
- L. e. aucheri Bonaparte, 1853 – wschodni Sudan na południe do północnej Somalii; południowy Izrael, Jordania, Półwysep Arabski, Irak i Iran
- L. e. theresae R. Meinertzhagen, 1953 – południowy Liban i północny Izrael
- L. e. buryi L. Lorenz von Liburnau & Hellmayr, 1901 – Jemen
- L. e. uncinatus P.L. Sclater & Hartlaub, 1881 – srokosz sokotrzański[15] – Sokotra
- L. e. lahtora (Sykes, 1832) – Pakistan (oprócz części północnej) i północne Indie (podnóża Himalajów) na południe po stan Karnataka, na wschód po środkowy Bangladesz
- L. e. pallidirostris Cassin, 1851 – srokosz stepowy[15] – środkowa Azja od północno-zachodnich wybrzeży Morza Kaspijskiego (skrajnie południowa Rosja) i południowego Kazachstanu na wschód po Mongolię i północne Chiny (Sinciang na wschód po Mongolię Wewnętrzną) oraz (na zachodzie) na południe po północno-wschodni Iran, Afganistan, północny Pakistan i zachodnie podnóża Tienszanu

Podgatunek theresae czasami włączany jest do aucheri.

### Polska
W Polsce w sezonie lęgowym srokosze odnotowywano niemal w całym kraju. Zimą gniazdujące w Polsce srokosze przenoszą się na zachód i na południe, zaś do kraju przylatują srokosze ze wschodu. Choć srokosze spotykane są na terenie całej Polski, mniej liczne są w górach, na północnym wschodzie, południowym wschodzie i w centrum kraju. Populacja srokoszy w Polsce była badana w latach 1978–2005; przez ten czas wykazywała trend wzrostowy. Zagęszczenie w latach 1978–1995 wyniosło średnio 4,5 pary na 100 km²; w 1995–2005 średnie zagęszczenie wyniosło już 11,3 pary na 100 km².
Do niedawna sądzono, że zasięg L. e. homeyeri zachodnią granicę ma na Ukrainie. Dokładniejsze obserwacje srokoszy w Polsce pozwoliły jednak ustalić, że w kraju występują także ptaki wykazujące cechy tego podgatunku. Przypuszczalnie nie jest to efekt ekspansji, a dokładniejszych obserwacji; pierwszy przypadek pojawienia się ptaka tego podgatunku w Polsce odnotowano już w 1937 (w okolicy Nakła nad Notecią). Do końca 2017 odnotowano 82 stwierdzenia tego podgatunku w Polsce (obserwowano łącznie 83 osobniki), zaś regularność jego występowania w ostatnich latach skłoniła Komisję Faunistyczną Sekcji Ornitologicznej Polskiego Towarzystwa Zoologicznego do usunięcia L. e. homeyeri z listy ptaków, których pojawy podlegają weryfikacji.

## Morfologia
Długość ciała wynosi 24–25 cm, masa ciała 48–81 g.
Podgatunek nominatywnyWymiary dla 12 samców L. e. excubitor: długość skrzydła 111–118 mm (u samic, nie podano liczby, 107–115 mm), długość górnej krawędzi dzioba 16–18 mm, długość ogona 107–117 mm, długość skoku 27–29 mm.
W upierzeniu dymorfizm płciowy nie występuje. Czoło, ciemię i grzbiet szaroniebieskie. Na barkówkach występują białe zakończenia. Kuper i pokrywy nadogonowe jaśniejsze. Widoczna drobna biała brew. Od kantarka po pokrywy uszne ciągnie się czarny pasek. Spód ciała całkowicie biały. Środkowa para sterówek czarna z białymi nasadami i białą końcówką. Druga para podobna, ale białe zakończenia mają długość już 5–10 mm; na trzeciej parze jest to 10–20 mm, czwartej parze – 20–40 mm (niekiedy prawie w całości biała), piątej parze – 30–40 mm (również bywa niemal w całości biała). Lotki I rzędu czarne z białymi nasadami i końcówkami; w przypadku tych bardziej wewnętrznych na chorągiewkach zewnętrznych występują białe obrzeżenia. Lotki II rzędu jak lotki I rzędu, mają jednak więcej bieli na zakończeniach, a mniej u nasady. Na lotkach P6–P8 na chorągiewkach zewnętrznych występuje emarginacja. Dziób czarnobrązowy, nasada żuchwy jaśniejsza. Nogi i stopy czarne, tęczówka ciemnobrązowa.
U ptaków młodocianych (od wylotu z gniazda do jesieni) wierzch ciała jest szaropiaskowy, o widocznie cieplejszym odcieniu niż u dorosłych. Ponadto u niektórych osobników na wierzchu głowy i karku można dostrzec delikatne prążkowanie. Pierś ma barwę szaropiaskową, pokrywa ją ciemnoszary, łuskowaty wzór. Końce średnich i dużych pokryw skrzydłowych są koloru jasnoszaropłowego; tworzą cienkie paski. Brew słabo dostrzegalna, biaława. Pierzenie wszystkich piór trwa od września do listopada; przeważnie dorosłe ptaki rozpoczynają je po opierzeniu się wszystkich młodych. W środkowej Europie osobniki młodociane przechodzą częściowe pierzenie od końca czerwca do listopada.
Pozostałe podgatunkiSrokosze podgatunku L. e. homeyeri mają jaśniejszy wierzch ciała oraz białawe czoło i pokrywy nadogonowe. Dodatkowo, u przedstawicieli L. e. homeyeri skrajne sterówki są całe białe (z czarną kreską na stosinie), a sterówki pary drugiej od zewnątrz białe lub jedynie z niewielką czarną plamką. Brew szersza i lepiej widoczna niż u srokoszy podgatunku nominatywnego.

## Ekologia i zachowanie
Srokosze zamieszkują subarktyczne i umiarkowane strefy klimatyczne. Ważnym dla tych dzierzb elementem środowiska jest rzadka i niewysoka roślinność. W wielu obszarach, np. na Litwie, w Łotwie, Estonii i części Rosji zamieszkują obszary mokradeł, również krawędzie lasów. W Palearktyce zasiedlają również strefę tajgi, gdzie występują w świetlistych sosnowych lub świerkowych lasach przerzedzonych przez wichury, pożary, aktywność owadów lub człowieka (zręby). W Polsce srokosze gniazdują na obszarach rolniczych o tradycyjnym sposobie użytkowania, z łąkami i pastwiskami, miedzami i szpalerami drzew. Badania prowadzone w zachodniej Polsce wykazały, że srokosze preferują obszary rolnicze z połaciami rdzennej roślinności; unikają tych całkowicie zdominowanych przez pastwiska, najprawdopodobniej ze względu na brak miejsc do gniazdowania. Gniazdują na obszarach płaskich lub lekko pofałdowanych, z dostateczną ilością drzew lub struktur zbudowanych przez człowieka, które traktują jako czatownie; mogą to być na przykład obumarłe wierzchołki drzew, linie wysokiego napięcia, ambony myśliwskie, kołki, słupki graniczne i podobne wysoko położone punkty.
Ze względu na intensyfikację rolnictwa liczebność srokoszy w niektórych obszarach spada. We Francji występują głównie w Masywie Centralnym. Na płaskowyżach Owernii występują głównie na wysokości 600–1000 m n.p.m. (gniazdowanie stwierdzano do 1300 m n.p.m.). W górach Jura odnotowywane są na wysokości 600–800 m n.p.m. W Niemczech lęgną się do 800 m n.p.m. w paśmie Harz i do 1050 m n.p.m. w Schwarzwaldzie. W Bułgarii podczas zimowania i przelotów odnotowywano srokosze na wysokościach do 1400 m n.p.m. (w). W Polsce preferują obszary nizinne. Są to ptaki terytorialne; powierzchnia terytorium w okresie lęgowym może sięgać 30–100 ha. Terytoria utrzymują także zimą. Lot srokosza jest stosunkowo powolny, wyraźnie falisty (po czym można odróżnić srokosza od dzierzby czarnoczelnej L. minor). Podczas poszukiwania pożywienia srokosze niekiedy zawisają w powietrzu, przybierając niemal pionową postawę.
Dalsze informacje dotyczą ptaków podgatunku nominatywnego. Wyróżniono dwa typy pieśni srokosza; pierwszy, częstszy, można usłyszeć od października do marca-kwietnia. Obejmuje jeden lub dwa dźwięki, powtarzane w krótkich frazach trrr-turit-trrr-turit... Poszczególne jej dźwięki mogą być głosami kontaktowymi. Drugi typ pieśni usłyszeć można podczas zalotów, kiedy samiec przebywa w obecności samicy. Jest ona stosunkowo melodyjna, słabo słyszalna, składa się ze szczebiotu przeplatanego ostrymi dźwiękami i naśladowanymi głosami innych ptaków. Typowym zawołaniem srokosza jest niski, przeciągnięty gwizd, brzmiący jak priii albo triii; niesie się daleko, wskazując na obecność ptaka tego gatunku. Wydają również z siebie nieprzyjemny dla człowieka głos, podobny do głosu sójki (Garrulus glandarius); odzywają się w ten sposób, gdy młode przebywają poza gniazdem i ich spokój zostanie w jakiś sposób naruszony. Jeśli do gniazda zbliża się potencjalny drapieżnik, np. sroka (Pica pica), srokosze odzywają się terkoczącym głosem.

### Pożywienie

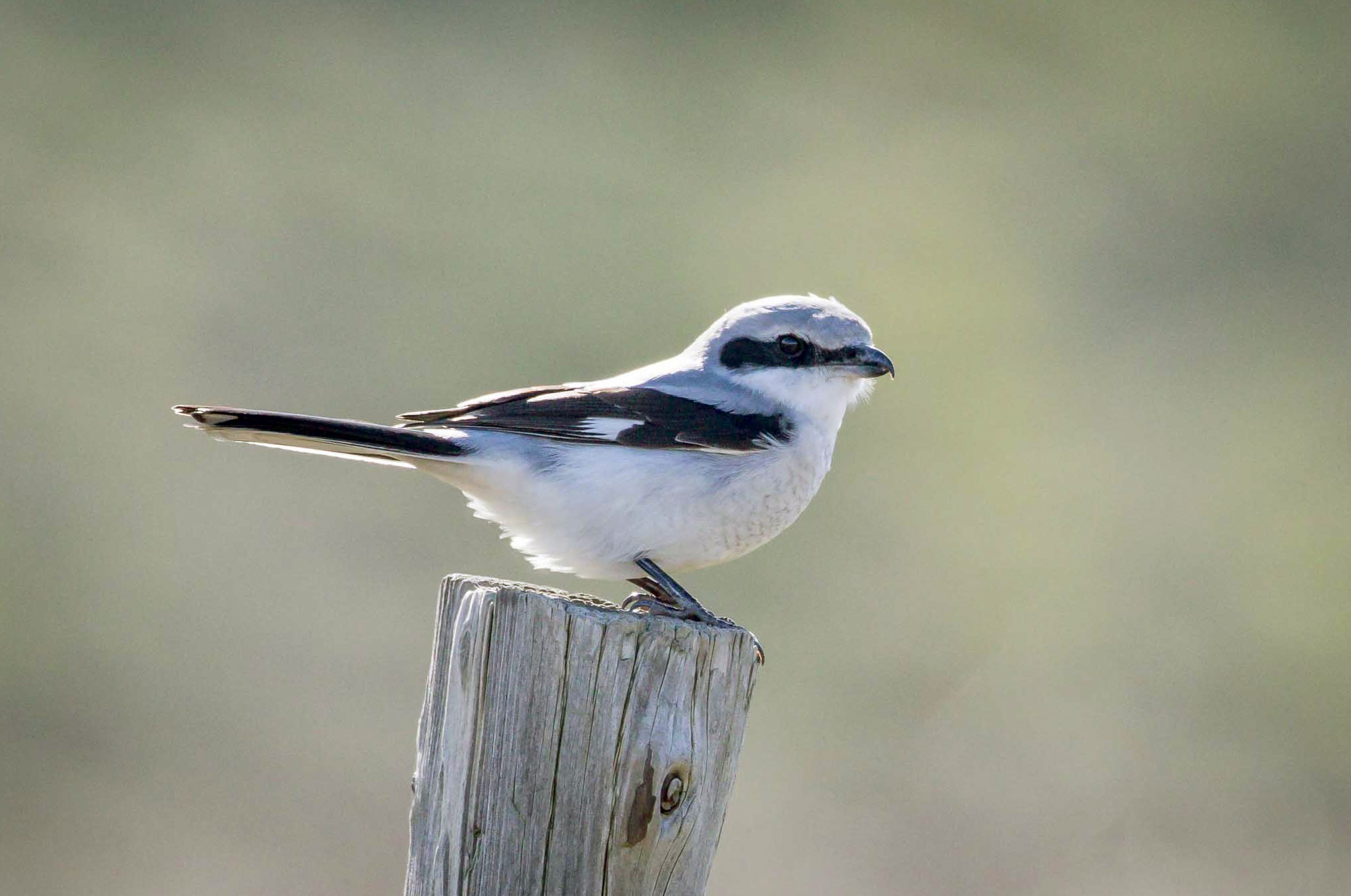
Srokosze najczęściej wypatrują zdobyczy siedząc na czatowni; na zdjęciu ptak z Chilham, hrabstwo Kent

Srokosze wypatrują zdobyczy, najczęściej siedząc na czatowni, od 1 do 15 m nad ziemią (najchętniej 2–5 m). Co kilka minut zmieniają miejsce czatowania. Ptaki badane w Szwecji w okresie zimowym dziennie przebywały średnio 11,8 km, spędzając na jednej czatowni przeciętnie 8,6 minuty. Niekiedy patrolują otwarte tereny, takie jak kamieniste nieużytki czy zaorane pola. Srokosze są oportunistami. Ważnych informacji o diecie srokoszy dostarcza analiza wypluwek i zbiorów ze spiżarni tych ptaków. Żywią się różnorodnym pokarmem, od owadów, naziemnych kręgowców takich jak: żaby, traszki, jaszczurki i ssaki (np. norniki, ryjówki, myszy) po inne ptaki. W przeciwieństwie do gąsiorka (Lanius collurio) zazwyczaj nie zjadają piskląt. Podstawę diety srokosza stanowią jednak norniki – w środkowej Europie zwyczajne (Microtus arvalis), w północnej bure (M. eagrestis). Badania wypluwek ze środkowej i północnej Europy wykazały, że norniki stanowią w nich masowo 60 do 90%. Liczebnie w pokarmie srokosza dominują owady, zarówno te duże, jak i mniejsze, np. liczące 5–10 mm długości kusakowate. W razie niedoboru norników dzierzby te mogą zastępować je innymi ssakami. W sezonie zimowym może zwiększyć się udział ptaków w diecie, podobnie jak i w sezonie rozrodczym, kiedy dostępne są niedoświadczone młode ptaki. Wśród zjadanych ptaków dominują te niewielkie, jak mysikróliki, sikory, świergotki, trznadle, wróble, skowronki i zięby. Rzadziej są to ptaki dorównujące masą samemu srokoszowi, jak drozdy. Najczęściej zjadane są ptaki młode i niedoświadczone, chore albo wyczerpane wędrówką. Sporadycznie srokosze uzupełniają dietę owocami porzeczek, śliwy tarniny i dzikiej róży. Zimą obserwowano zjadanie i odnajdywano w wypluwkach pozostałości owoców głogu i śnieguliczki białej. Niewielkie stawonogi są połykane przez srokosze w całości lub dostarczane młodym. Większe zabiera do miejsca ich spożycia lub nakłuwa w spiżarniach. Mieszczą się one 0,5–1,5 m nad ziemią, wyjątkowo na ziemi lub w koronach drzew (gdy są nadmiernie niepokojone). Najczęściej zawieszają zdobycz na kikucie gałęzi, sęku, końcu gałązki, w miejscu złamania, na odstającej korze, kolcu, cierniu czy drucianym płocie. Bardzo rzadko zdobycz bywa nie nabijana, ale wciskana w jakieś zagłębienie. Dotyczy to pokarmu nienadającego się do nabicia, np. ślimaków z muszlami. Swoje zapasy srokosze zjadają zwykle w przeciągu 2–3 dni.

#### Wypluwki
Wypluwki srokoszy są ciemne, mają formę eliptyczną. Często występuje przedłużenie w postaci posklejanej sierści lub pozostających części szkieletu. Średnia ich długość to 20–30 mm, a szerokość 10–15 mm. Wilgotne ważą 1,2–1,6 g, suche 0,5–0,6 g.

### Lęgi

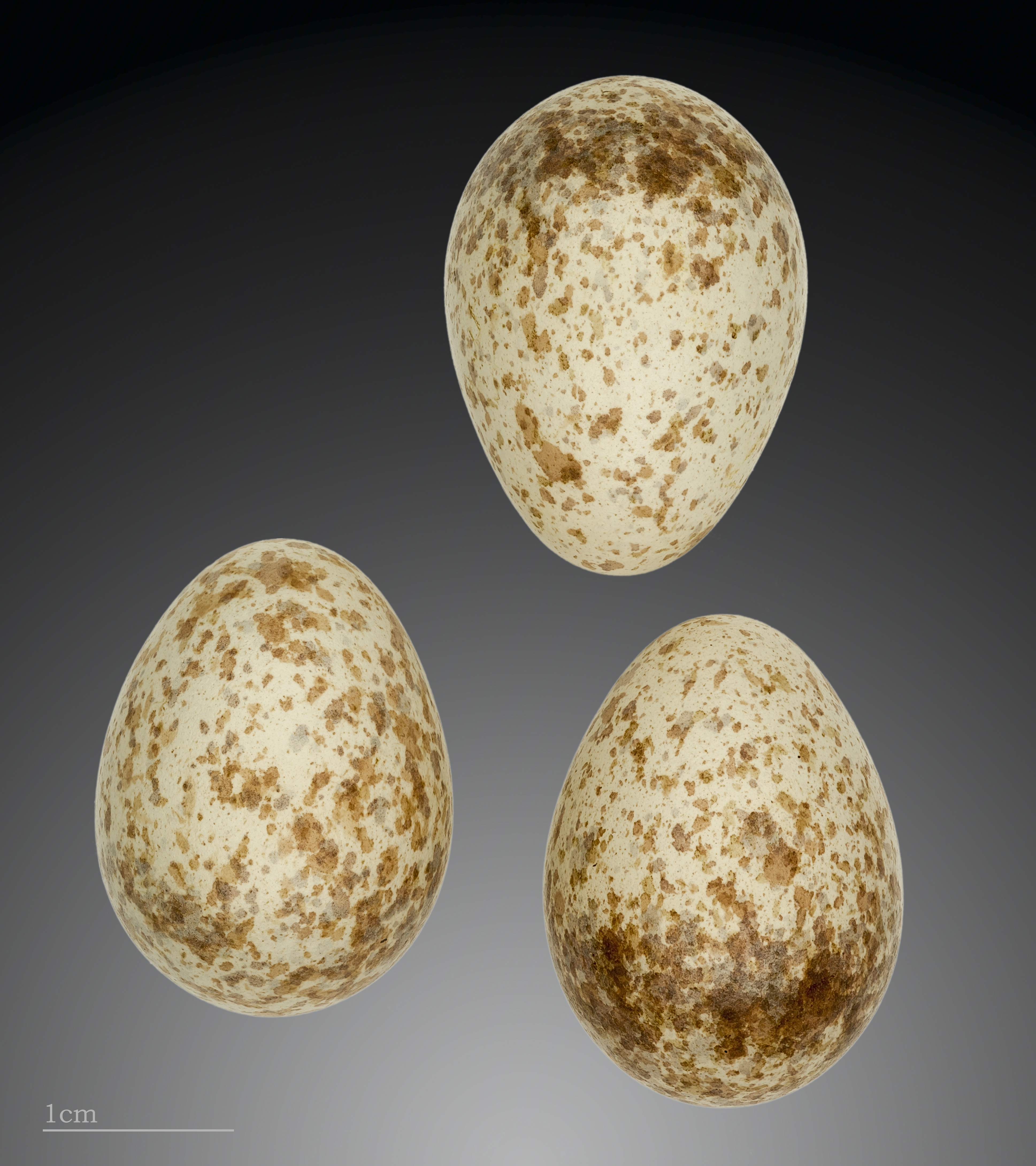
Jaja srokosza z kolekcji muzealnej

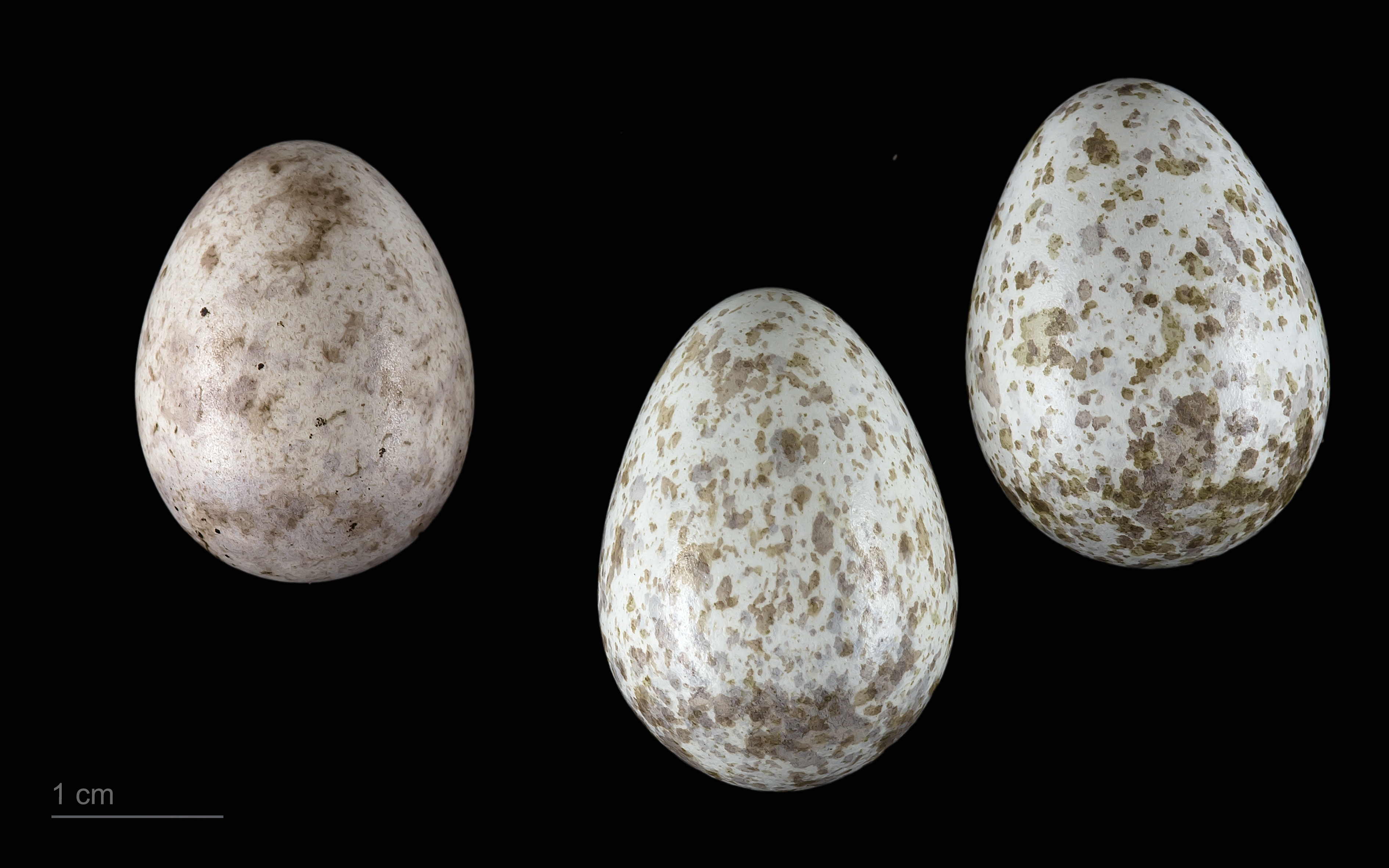
Jajo kukułki (z lewej) i jaja srokosza

W porównaniu do dzierzby gąsiorka, u srokoszy – ze względu na brak dymorfizmu płciowego – trudniej wskazać cechy pożądane przez samicę. Możliwe, że w doborze partnera kierują się intensywnością i rozmiarami ciemnych elementów upierzenia głowy i ogona, które świadczą o zdrowiu samca i lepiej rozwijają się u ptaków mniej zapasożyconych. Samce w okresie lęgowym wieszają swoje zdobycze w widocznych miejscach, co ma wskazywać na ich zdolności łowieckie i zasobność terytoriów. Podobnie jak pozostałe dzierzby, srokosze podczas zalotów karmią swoje partnerki. Zdarzają się również kopulacje poza utworzoną już parą; dotyczy to ptaków obu płci. W takim przypadku samiec również przynosi samicy podarunek w postaci upolowanej zdobyczy.
Pora składania jaj różni się w zależności od szerokości geograficznej; w Europie zwykle przypada na okres od marca do początku czerwca. W Polsce srokosze zaczynają lęgi najwcześniej spośród krajowych dzierzb; niekiedy rozpoczynają wysiadywanie już w połowie kwietnia. Przynajmniej w części Finlandii, Niemiec i wschodniej Francji srokosze często zakładają swe gniazda blisko gniazd kwiczołów (Turdus pilaris); możliwe, że zapewnia im to lepszą ochronę przed drapieżnikami.
Gniazdo budują obydwa ptaki z pary. Jest to luźna struktura utworzona z gałęzi, traw, korzeni i sznurków, wyściełana korzonkami, piórami i sierścią. Badana była zależność między badaniami nad gniazdami srokoszy a późniejszym położeniem gniazda. Ptaki nadmiernie niepokojone przez badaczy kolejne gniazda budują wyżej i w bardziej niedostępnych miejscach. Według wyników jednego z badań, gniazda umieszczone były na wysokości 0,2–25 m nad ziemią, przeważnie jednak 3,5–5 m nad ziemią.

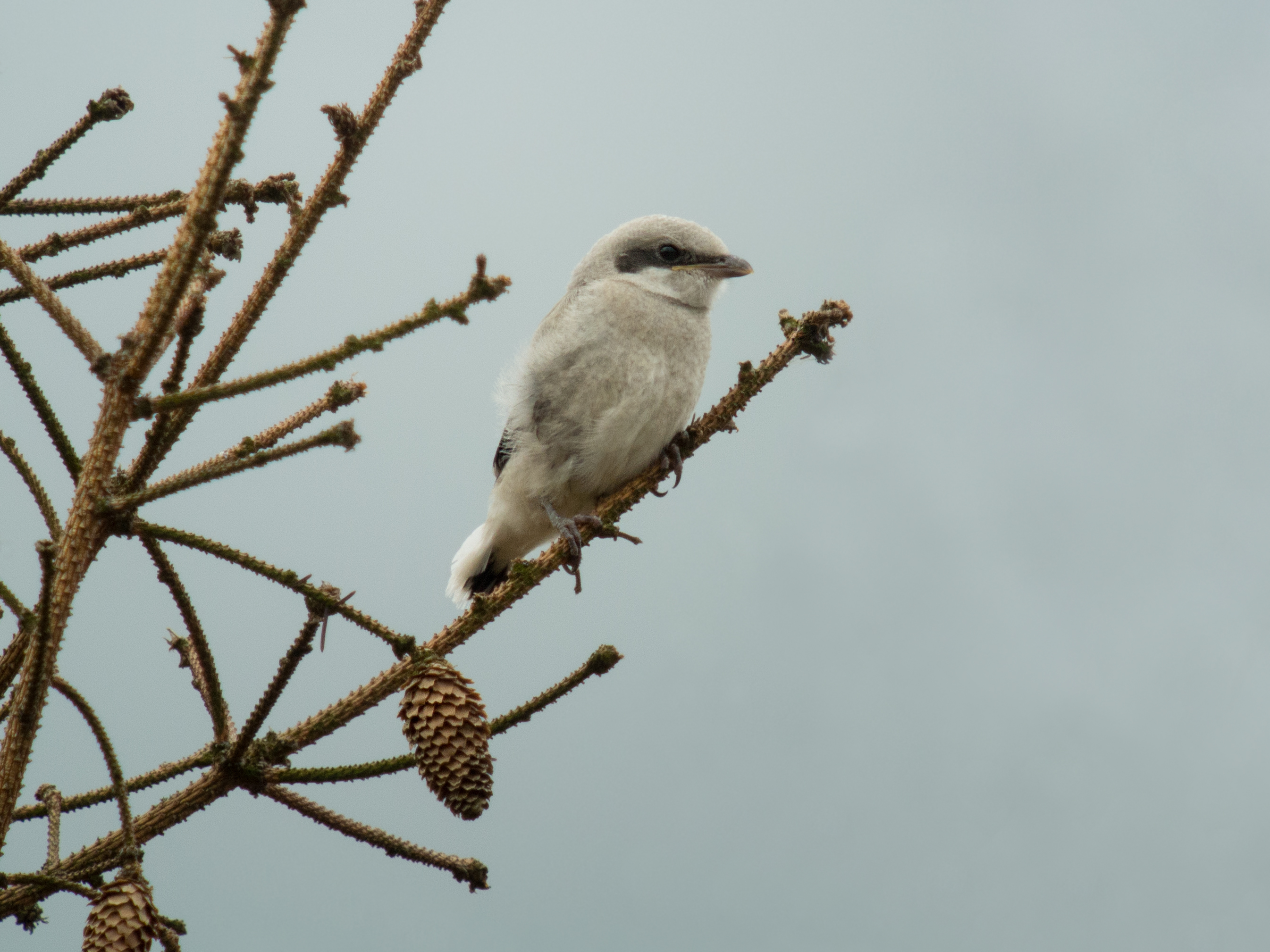
Osobnik młodociany, Belgia

Zniesienie liczy zwykle 6–7 jaj (ogółem od 1 do 8). Barwa tła na skorupce waha się od szarawej po płową; na niej występują oliwkowe i fioletowoszare plamki. Średnie wymiary dla 117 zbadanych jaj (L. e. excubitor): 26,3 na 19,3 mm. Średnie wymiary dla 7 jaj (L. e. homeyeri): 28,3 na 19,8 mm. Podczas inkubacji samce karmią samice; celem znalezienia pokarmu przebywają wtedy do 3 km dziennie. Inkubacja trwa 15–16 dni. U badanych srokoszy z zachodniej Polski pisklęta wykluły się z 92,5% jaj, co było dość dobrym wynikiem na tle poprzednich badań. Młode pozostają w gnieździe około 3 tygodni. Po jego opuszczeniu są dokarmiane przez rodziców jeszcze 2–3 tygodnie; później muszą zdobywać pokarm same, rodzice tolerują je jednak na swoim terytorium. Sukces lęgowy badany w dwóch miejscach w zachodniej Polsce wynosił 41–52,6%; za większość strat w lęgach odpowiadały drapieżniki.

## Status i ochrona
IUCN uznaje srokosza za gatunek najmniejszej troski (LC, Least Concern; stan w 2021). BirdLife International uznaje trend populacji za spadkowy. W ramach dyrektywy ptasiej opublikowany został raport dotyczący stanu populacji dzierzby srokosza podgatunku nominatywnego w latach 2008–2012. Populację zamieszkującą Unię Europejską oceniono jako zagrożoną. Liczebność populacji zamieszkującej państwa EU27 oszacowano na 426–795 tys. par lęgowych. Trend populacji zamieszkujących Polskę, Szwecję, Finlandię i Estonię oceniano jako stabilny lub ulegający fluktuacjom. Trend populacji na Węgrzech, w Niemczech oraz na Litwie oceniono jako wzrostowy. Trend populacji z Francji, Luksemburga, Belgii, Austrii i Słowacji uznano za spadkowy. Trend populacji w części państw pozostał nieznany.
W Polsce większość badań nad dzierzbami (w tym srokoszem) odbywa się na zachodzie kraju. Od 1997 corocznie prowadzony jest cenzus, wyszukiwane są gniazda i obliczany jest sukces lęgowy. Na terenie Polski gatunek ten jest objęty ścisłą ochroną gatunkową. Na Czerwonej liście ptaków Polski srokosz został sklasyfikowany jako gatunek najmniejszej troski (LC). Według szacunków Monitoringu Pospolitych Ptaków Lęgowych, w latach 2013–2018 krajowa populacja liczyła 26–39 tysięcy par lęgowych, jest on zatem ptakiem znacznie rzadszym niż pospolity w Polsce gąsiorek. Trend liczebności polskiej populacji w tymże okresie oceniany był jako spadkowy.